# 阿部智里
阿部 智里（あべ ちさと、1991年 - ）は、日本の小説家。学位は、修士（文学）（早稲田大学・2017年）。

## 概要
群馬県出身の小説家である。早稲田大学文化構想学部在学中に松本清張賞を史上最年少で受賞し、以来『八咫烏シリーズ』を書き継いでいる。2019年には、自身初の『八咫烏シリーズ』以外の小説『発現』を出版した。

## 来歴

### 生い立ち
1991年、群馬県前橋市に生まれた。小学生の頃、J・K・ローリングの小説を読んだことが作家を志す契機となった。中学生の頃には、荻原規子や上橋菜穂子の小説を読んで幻想小説の執筆を志すようになり、ライトノベルの文学賞に投稿したが一次選考を通過することができず、小説を執筆する難しさを知った。前橋市立荒子小学校、前橋市立荒砥中学校を経て、群馬県立前橋女子高等学校に進学後、『玉依姫』の原型となる作品で松本清張賞に応募し、応募総数約500名の中で最後の8名まで残ったものの、「ここでデビューさせるのは本人のためにならない」との意見により最終候補には残れなかった。高校卒業後は早稲田大学に進学し、文化構想学部の多元文化論系にて学んだ。大学3年生のとき、『玉依姫』から派生した作品である『烏に単は似合わない』で松本清張賞を受賞した。2014年、早稲田大学の大学院に進学し、文学研究科にて学んだ。2017年に同大学院修士課程を修了した。当初は修士課程修了後は専業作家になりたいと考えていたが、情報収集の容易さなどを考慮すると「田舎で引きこもってただ書き続けるよりも、大学を通じて外部とつながりがあった方が、長い目で見れば良い」と考えるようになり、博士課程に進学した。

### 小説家として
2012年、第19回松本清張賞を受賞した『烏に単は似合わない』にてデビューを果たした。それ以来、『八咫烏シリーズ』と称されるファンタジー作品を書き継いでおり、同シリーズの累計発行部数は85万部を突破している。

## 略歴
- 1991年 - 群馬県にて誕生[1]。
- 2014年 - 早稲田大学大学院文学研究科修士課程入学[2]。
- 2017年 - 早稲田大学大学院文学研究科修士課程修了[2]。

## 受賞歴
- 2012年 - 松本清張賞（『烏に単は似合わない』）[9]
- 2024年 - 第9回 吉川英治文庫賞（『八咫烏シリーズ』）[16]

## 作品

### 単行本
- 八咫烏シリーズ
  - 烏に単は似合わない（2012年6月 文藝春秋 / 2014年6月 文春文庫）
  - 烏は主を選ばない（2013年7月 文藝春秋 / 2015年6月 文春文庫）
  - 黄金（きん）の烏（2014年7月 文藝春秋 / 2016年7月 文春文庫）
  - 空棺の烏（2015年7月 文藝春秋 / 2017年6月 文春文庫）
  - 玉依姫（2016年7月 文藝春秋 / 2018年5月 文春文庫）
  - 弥栄の烏（2017年7月 文藝春秋 / 2019年5月 文春文庫）
  - 烏百花 蛍の章（2018年5月 文藝春秋 / 2020年9月 文春文庫）
  - 楽園の烏（2020年9月 文藝春秋 / 2022年10月 文春文庫）
  - 烏百花 白百合の章（2021年4月 文藝春秋 / 2023年5月 文春文庫）
  - 追憶の烏（2021年8月 文藝春秋 / 2024年2月 文春文庫）
  - 烏の緑羽（2022年10月 文藝春秋 / 2024年10月 文春文庫）
  - 望月の烏（2024年2月 文藝春秋）
  - 亡霊の烏（2025年3月 刊行予定）
- 発現（2019年1月 NHK出版 / 2021年8月 文春文庫）

### アンソロジー
「」内が阿部智里の作品
- 妖し（2019年12月 文春文庫）「李果を食む」
- Story for you（2021年3月 講談社）「祖母の衣桁」
- あなたの後ろにいるだれか 眠れぬ夜の八つの物語（2021年8月 新潮文庫）「穴のはなし」
- 猫はわかっている（2021年10月 文春文庫）「50万の猫と7センチ」

#### 雑誌掲載作品
小説
- オール讀物
  - しのぶひと 八咫烏シリーズ外伝（2016年7月号）
  - ふゆきにおもう 八咫烏外伝 （2017年1月号）
  - すみのさくら 八咫烏外伝（2017年7月号）
  - まつばちりて 八咫烏外伝（2018年1月号）
  - あきのあやぎぬ 八咫烏外伝（2018年6月号）
  - ふゆのことら 八咫烏外伝（2019年1月号）
  - なつのゆうばえ 八咫烏外伝（2019年6月号）
  - はるのとこやみ 八咫烏外伝（2020年1月号）
  - ちはやのだんまり 八咫烏外伝（2020年6月号）
  - おにびさく 八咫烏外伝（2021年1月号）
  - 50万の猫と7センチ（2021年5月号）

エッセイなど
- 同世代作家対談 阿部智里×武田綾乃 - ダ・ヴィンチ 2020年11月号
- 〈90年代生まれが起こす文学の地殻変動〉アンケート - 文藝 2020年冬季号

## メディアミックス

### 漫画
- 作画：松崎夏未（講談社〈イブニングKC〉）
  - 烏に単は似合わない（2018年 - 2020年）全4巻
  - 烏は主を選ばない（2021年 - 続刊）既刊5巻

### テレビアニメ
- 烏は主を選ばない（2024年4月 - 、NHK総合） - 『八咫烏シリーズ』を原作としている[17][18][19]